# Георг Фридрих Хендл
Георг Фридрих Хендл (енгл. George Frideric Handel; Хале, 23. фебруар 1685 — Лондон, 14. април 1759) био је немачки, касније британски, барокни композитор, познат по кончерти гросима, операма и ораторијумима. Рођен је у Немачкој, у граду Хале, а живео и радио у Хамбургу, Италији, Хановеру, а од 1712. стално се настањује у Лондону. Његово најчувеније дело је Месија, ораторијум заснован на библијским мотивима. Утицао је на многе следбенике у периоду прелаза из барока у класицизам, међу којима су Јозеф Хајдн, Моцарт и Бетовен.

## Биографија
Георг Фридрих Хендл је рођен 23. фебруара 1685. у граду Хале као син Георга и Дороти Хендл (раније Тауст). Исте те године рођени су и Јохан Себастијан Бах и Доменико Скарлати. Хендл је талент за музику показао врло рано, те је већ са седам година свирао на чембалу и оргуљама, а с девет година је почео и да компонује. Његов отац, угледни лекар у Халеу који је служио на дворовима по Саксонији и Бранденбургу, није желeо да му се син бави музиком, већ је желио да студира право. За разлику од оца, Хендлова мајка Дороти подстицала је његов музички талент.
Упркос свему, млади Хендл је имао дозволу за учење свирања и композиције код Фридриха Вилхелма Цахова, оргуљаша у цркви Либфрауен у Халеу. Његова тетка, Ана, послала му је клавир за седми рођендан.
Године 1702, Хендл је испунио очеву жељу и уписао је право на универзитету у Халеу, али је након смрти свог оца 1703, Хендл је напустио студије и почео да се бави музиком поставши оргуљаш у једној протестантској цркви. Током његовог боравка у Халеу, његов савременик Јохан Себастијан Бах је једном приликом препешачио 25 mi (40 km) како би се сусрео с Хендлом, а када је стигао сазнао је да је Хендл напустио Хале кочијом неколико сати пре Баховог доласка. Следеће године сели се у Хамбург где постаје виолиниста и чембалиста у једној оперској кући. Ту се упознао с Јоханом Матесоном, Кристофом Граупнером и Рејнхардом Кејзером. Постоји једна занимљива анегдота везана уз Хендла и Матесона. Током Хендлове посете Хамбургу изводила се Матесонова опера Клеопатра, а Матесон, који је певао у опери, замолио је Хендла да свира чембало у оркестру. Када се Матесон вратио с позорнице и завршио свој певачки део желио је да сам свира чембало, али му Хендл није дозволио. Два композитора су се прво сукобила у простору за оркестар, а затим су прекинули и изашли на улицу. Ту су се одлучили на двобој који су гледали знатижељни пролазници. Двобој би можда завршио кобно да није било Хендлове одеће. Када је Матесон кренуо мачем на Хендла убо га је у метално дугме на оделу, те је двобој завршио без последица. Њих двојица су се након тог догађаја помирили. Ту је написао и своје прве две опере, Алмира и Нерон, које су изведене 1705. године. Убрзо је написао још две опере, Дафне и Флориндо, које су изведене 1708. године.

### Италија
У периоду од 1706. до 1709. Хендл је боравио у Италији где га је позвао Ђан Гастон Медичи. Ту је Хендл упознао Гастоновог брата Фердинанда, такође композитора. Како је тадашњи папа забранио оперу, Хендл је посао нашао у компоновању сакралне музике. Његово најпознатије дело из овог периода је Dixit Dominus (1707). Написао је и много кантата у оперском стилу које су се изводиле на двору кариднала Пјетра Отобонија. Његова опера Родриго праизведена је 1707. у Фиренци, а његова опера Агрипина праизведена је 1709. у Венецији. Агрипина, која је изведена чак 27 пута, показала је његову композиторску зрелост и поставила је темеље за његову репутацију врсног оперног композитора. Његова два ораторијума, La Resurrezione и Тријумф времена су праизведена у Риму. Први је прoизведен 1709, а други 1710.

### Врхунац - Уједињено Краљевство
Хендл 1710. постаје диригент Георга Лудвига, кнеза изборника Хановера, који ће касније постати Џорџ . Године 1710, током свог пута у Лондон, посетио је Ану Марију Луизу Медичи. У Лондону се скрасио 1712. године те је добивао годишњу плату од £ 200 од краљице Ане. Током свог боравка у Лондону, један од најважнијих патрона био му је млади Ричард Бојл, 3. гроф Берлингтона, који је врло рано развио љубав за његову музику.
Године 1723, Хендл се сели у новоизграђену кући на адресу Brook Street 25. Тај стан је изнајмљивао све до своје смрти 1759. Та кућа данас је музеј отворен за јавност у којем се често могу чути концерти барокне музике. Хендл је баш у овом стану компоновао нека од својих најпознатијих дела: Месија, Пророк Задок и Музика за краљевски ватромет.
Године 1726, праизведена је његова опера Scipione, а марш из те опере постао је традиционални спори марш једне британске заштитне јединице. Следеће године Хендл је добио и британско држављанство те је постао натурализовани Британац, а у складу с тим променио је своје име у Џорџ Фридерик Хендл.
Те исте године Хендл је добио наруџбину за четири химне које би се извеле током крунидбе краља Џорџа II. Једна од те четири, Пророк Задок, изводи се на свакој крунидби неког енглеског владара од тада. Хендл је од 1720. до 1728. био председник Краљевске музичке академије, а од 1729. до 1734. био је сарадник Џ. Џ. Хајдегера на месту председника Краљевског театра. Хендл је био повезан и с Краљевском оперном кућом у Ковент Гардену, где су праизведене многе његове италијанске опере.
У априлу 1737. у својој 52. години живота, Хендл је доживео мождани удар који је његову десну руку привремено паралисао, што је узроковало да престане да наступа током једног периода. Током тог периода се жалио и на свој вид. Тада је отпутовао у место Ахен, где се купао у топлим купкама и свирао оргуље за публику. Хендл се 1740. у потпуности одрекао вођења опера. То је урадио јер је на том послу изгубио већу количину новца.

### Опоравак од можданог удара и смрт
Након опоравка Хендл се фокусирао на компоновање ораторијума. Његово дело Месија праизведено је 13. априла 1742. у Дублину, а хор који је певао сачињавало је 26 дечака и 5 мушкараца из два црквена хора у Дублину. Године 1749, компоновао је Музику за краљевски ватромет, а на премијерном извођењу је било 12.000 људи.
Хендл је 1750. организовао извођење Месије у болници Фоундлинг. Представа је била велики успех, а то је узроковало да се сваке године у тој болници одржавају приредбе Хендлових дела. Та је традиција трајала све до Хендлове смрти. Као знак захвале, Хендл је постављен за управника болнице само дан након првог извођења. Хендл је након своје смрти тој институцији оставио копију Месије.
Исте те године, током повратка у Лондон (из Немачке), Хендл је био озбиљно повређен у саобраћајној несрећи између Хага и Харлема у Холандији. Већ 1751. почео је да губи вид у једном оку. Узрок томе био је непознат. Убрзо након првог, слепоћа се проширила на друго око. Умро је осам година касније, 14. априла 1759. у Лондону, а последње извођење коме је присуствовао било је извођење његовог дела Месија. На његову сахрану дошло је више од 3.000 људи, а сахрањен је уз све друштвене почасти. Гробница му се данас налази у Песничком кутку Вестминстерске опатије.
Хендл се никад није женио, а свој приватни живот држао је у тајности. За разлику од многих композитора Хендл је за собом оставио велико имање, у вредности од £20,000 (што је тада била енормна свота), од којег је већи део отишао његовој нећакињи у Немачкој, а остатак је подељен међу осталом родбином, слугама и пријатељима.

## Дела
Хендл је створио веома обимна музичка дела. Писао је опере, духовну, оркестарску и камерну музику и за живота постигао велики успех и признање. Међу Хендловим делима су 42 опере, 29 ораторијума, преко 120 кантата, трија и дуета, многобројне арије, коморна музика, велики број екуменских дела, оде и серенаде, те 16 концерата за оргуље. Његово најпознатије дело, ораторијум Месија, заједно са збором Алелуја, данас представља једно од најпопуларнијих вокално-инструменталних дела и једно од најизвођенијих дела током Божића. Још нека популарна дела су му concerti grossi опус 3 и опус 6, композиција "Кукавица и славуј", те 16 композиција за инструменте с диркама од којих је најпопуларнија "Хармонични ковач".
Хендл је у своја дела почео уводити инструменте који тада нису били чести: љубавна виола и violetta marina („Орландо“), лаута („Ода дану свете Цецилије“), тромбон („Šaul“), кларинет и корнет („Tamerlan“), тиорба, француски рог (Музика на води), контрафагот, виола да гамба, звона, оргуље и харфа („Јулије Цезар“, „Александрова гозба“).
Хендлова дела су категорисана и могу се записати и скраћеницама. Рецимо, Месија је познат и као HWV 56. Каталог Хендлових дела (HWV ознака за Händel-Werke-Verzeichnis) има више од 600 одредница, а најзначајнија су:
- Музика на води (HWV 348–350)
- Музика за краљевски ватромет (HWV 351)
- сонате за различите инструменте (виолина, флаута, кларинет) опус 1
- 13 соната за трио, опус 2 и опус 5
- 18 кончерти гроси опус 3 (HWV 312–317) и опус 6 (HWV 319–330)
- 12 концерата за оргуље, опус 4 (HWV 289–294) и опус 7 (HWV 306–311)
- 42 опере
- 28 ораторијума и музичких драма
- 8 „великих“ свита за клавсен (1720)

## Оставштина
Након његове смрти, Хендлове италијанске опере пале су у заборав, али је један мало број одломака из тих опера остао је популаран, као арија „Ombra mai fu“ из Ксеркса. Његова репутација током XIX. и почетка 20. века изграђена је примарно на његовим енглеским ораторијумима који су најчешће извођени од стране великих оркестара. Међу те ораторијуме спадају Естер (1718), Аталија (1733), Шаул (1739), Израел у Египту (1739), Месија (1742), Самсон (1743), Јуда Макбејац (1747), Соломон (1748) и Јефта (1752). Његови најбољи ораторијуми настали су према либрету који је написао Чарлс Џенингс.
Током 1960-их, када се поново развио интерес за барокну глазбу, дошло је до оживљавања занимања за Хендлове италијанске опере, а неке од њих су чак и изведене. Од 50 што их је написао у периоду од 1705. до 1738, Агрипина (1709), Риналдо (1711, 1731), Орландо (1733), Алцина (1735), Ариоданта (1735) и Ксеркс (1738) се истичу и данас се изводе широм оперских кућа и концертних дворана. По некима су најбоље Јулије Цезар (1724) и Роделинда (1725), које су због своје оркестрације и вокалних делова уврштене у редовне оперске репертоаре.
Међу осталим оживљеним делима спадају и неке секуларне кантате које су знане и као секуларни ораторијуми и концертне опере. Најзначајније од ових су Ода дану свете Цецилије (1739; према тексту који је написао Џон Драјден) и Ода за рођендан краљице Ане (1713). За неке кантате је користио митолошке мотиве. Према тим мотивима су настале кантате Акид и Галатеја (1719), Херкулес (1745) и Семеле (1744).
Хендл је био јако цењен међу својим музичким колегама, и током живота и посмртно. Према некима, славни Јохан Себастијан Бах је рекао:
Хендл је једина особа коју бих желио видети пре него што умрем и једина особа која бих желио бити, да нисам Бах.
Волфганг Амадеус Моцарт је о Хендлу рекао:
Хендл разуме утицај боље него ико од нас. Кад одабира, удара као муња.
Лудвиг ван Бетовен га је сматрао „мајстором свих композитора“. Бетовен је додао и следеће:
Идите код њега и научите од њега како постићи енормне ефекте, на тако једноставан начин.
Дана 28. јула је Хендл заједно с Јоханом Себастијаном Бахом и Хајнрихом Шуцом, комемориран као музичар у лутеранском календару светаца.
Хендл је након добивања британског држављанства англиканизовао име и постао Џорџ Фридерик Хендел. Та англиканизирана форма користи се понајвише у енглеском говорном подручју, док се германска форма Георг Фридрих Хендл користи у Немачкој и у већини других земаља. У Француској се његово презиме пише Haendel што узрокује мале проблеме при каталогизацији. Постојао је и још један композитор са сличним презименом, Хандл, Словенац, мада је он ипак познатији као Јакоб Петелин Галус.

## Музички фрагменти
- Фрагмент из ораторијума „Месија“ⓘ (информације о музичком фрагменту)
- Фрагмент из ораторијума „Месија“ⓘ (информације о музичком фрагменту)
- Фрагмент из ораторијума „Месија“ⓘ (информације о музичком фрагменту)
- Фрагмент из ораторијума „Месија“ⓘ (информације о музичком фрагменту)
- „Гигу” — HWV 433ⓘ (информације о музичком фрагменту)

## Занимљивост
Године 1685, рођени су барокни композитори Георг Фридрих Хендл, Јохан Себастијан Бах и Доменико Скарлати.